# Mustapha Nador
Pour les articles homonymes, voir Nador.
Mustapha Nador, né Mustapha Saïdji le 3 avril 1874 à Bouzareah, mort le 19 mai 1926 à Cherchell, est un musicien algérien, précurseur du genre chaâbi.

## Biographie
Originaire d'une famille Kabyle d'Ouled Bellemou à Lakhdaria (Bouira), Mustapha Saïdji, plus connu sous le nom de Mustapha Nador, est né à Bouzareah le 3 avril 1874. Sa famille quitte les montagnes pour s'installer à Alger afin de fuir la misère. Ses premiers pas dans l'art musical remontent au début du siècle. Versé dans le mdih religieux, il avait côtoyé les plus célèbres chanteurs de son époque. Il serait le premier, à avoir introduit en Algérie le chant typiquement maghrébin avant que ce chant n'évolue et devienne le chaâbi que nous connaissons. Il n'aimait pas les chants profanes et refusait de faire des enregistrements sur disques. il en rapporta plusieurs qaca'id du genre maghrébin qu'il se mit à adapter, travaillant le style et l'expression au prix de gros efforts mais aussi d'une grande passion, il était l'élève de Si Abderrahmane El-Meddah, Cheikh El - Hadra de Sidi Abderrahmane Ethâalibi. Mais déjà sur la scène artistique, on avait outre Cheikh Kouider Bensmaïl qui jouait au def dans un orchestre composé seulement de deux flûtistes, le Cheikh Mustapha Driouche, qui dirigeait un orchestre composé entre autres de Hassen El-Kerraï au violon et de Hadj Abdelkader qui aurait été le premier cithariste algérien.
Ayant enrichi son répertoire grâce aux poésies de Mohamed Bensmaïl, père de Cheikh Kouider, il forma dans les années 1920, plusieurs orchestres essentiellement composés d'instruments à corde au rythme du tambourin. A cette époque la darbouka y est exclue et ne fut introduite de manière « officielle » qu'à partir de 1926, après la mort de Nador, par son jeune élève M'Hamed El Anka. Son « concurrent » de l'époque était cheikh Saîd Derres. Il mourut à Cherchell le 19 mai 1926.